# Rolf Beilschmidt
Pour les articles homonymes, voir Beilschmidt.
Rolf Beilschmidt  (né le 8 août 1953 à Iéna) est un athlète allemand, spécialiste du saut en hauteur en rouleau ventral.

## Carrière
Concourant sous les couleurs de la République démocratique allemande, il se classe deuxième des Championnats d'Europe en salle 1977 et 1978, et remporte la médaille de bronze des Championnats d'Europe 1978 de Prague, s'inclinant avec un saut à 2,28 m face aux Soviétiques Vladimir Yashchenko et Aleksandr Grigoryev.
Il s'impose lors de la Coupe du monde des nations de 1977 avec 2,31 m devant les favoris Dwight Stones et Jacek Wszoła. Son saut constitue alors la troisième meilleure performance de tous les temps derrière les 2,33 m du Soviétique Yachenko et les 2,32 m de l'Américain Stones [1].
Sur le plan national, Rolf Beilschmidt remporte sept titres de champion d'Allemagne de l'Est en plein air du saut en hauteur en 1974, 1975, 1976, 1977, 1978, 1979 et 1981.
Il est élu personnalité sportive allemande de l'année (RDA) en 1977.

### Palmarès
| Date | Compétition                    | Lieu            | Résultat | Marque |
| ---- | ------------------------------ | --------------- | -------- | ------ |
| 1975 | Championnats d'Europe en salle | Katowice        | 6e       |        |
| 1976 | Championnats d'Europe en salle | Munich          | 6e       |        |
| 1976 | Jeux olympiques                | Montréal        | 7e       |        |
| 1977 | Championnats d'Europe en salle | Saint-Sébastien | 2e       |        |
| 1977 | Coupe du monde des nations     | Düsseldorf      | 1er      | 2,31 m |
| 1978 | Championnats d'Europe en salle | Milan           | 2e       |        |
| 1978 | Championnats d'Europe          | Prague          | 3e       | 2,28 m |

### Records
| Épreuve         | Performance | Lieu | Date |
| --------------- | ----------- | ---- | ---- |
| Saut en hauteur | 2,31 m      |      | 1977 |